# Молопо
Моло́по — річка на півночі ПАР, частково служить кордоном з Ботсваною, права притока Оранжевої.
Довжина близько 1 000 км. Площа басейну - 367 201 км² (басейн Молопо охоплює північ ПАР (30% від загальної площі басейну), південь Ботсвани (37%) і схід Намібії (33%)) [1]. Бере початок на плато Середній Велд, протікає південною напівпустельною окраїною Калахарі. На більшій частині в сухий сезон пересихає.
Сток річки непостійний. У разі найсильніших опадів Молопо впадає в річку Помаранчева недалеко від кордону з Намібією. 
Головні притоки — сезонні річки Нособ (права) і Куруман (ліва).